# Alchimistul neutronic
Alchimistul neutronic (1997) (titlu original The Neutronium Alchemist) este un roman science fiction al scriitorului Peter F. Hamilton, fiind a doua carte din trilogia Zorii nopții. Romanul continuă acțiunea din Disfuncția realității și o precede pe cea din The Naked God, fiind publicat în Marea Britanie de Macmillan Publishers pe 20 octombrie 1997. Prima ediție americană, împărțită în două volume - Consolidation și Conflict - a apărut în aprilie și mai 1998 la Time Warner Books, iar a doua ediție, de data aceasta într-un singur volum, a fost publicată în decembrie 2008 de Orbit Books. Alături de celelalte cărți ale seriei, romanul se face remarcat prin lungimea sa și profunzimile tehnologice.

## Cadru
În Disfuncția realității, prezența unei forme de viață extraterestre energetice în timpul morții unui om de pe colonia Lalonde, a 'creat' un fel de interfață între lumea aceasta și cea 'de dincolo', un vid energetic în care sufletele morților (umani și, posibil, non-umani) rămân captive după moarte. Aceste suflete capătă posibilitatea de a călători înapoi în această lume, posedând trupurile celor vii și dobândind o putere și o agilitate ieșite din comun, precum și abilitatea de a crea și de a modifica materia. Ele cuceresc planeta Lalonde în decursul a câteva săptămâni și se răspândesc pe planetele Atlantis și Norfolk, pe habitatul Valisk și pe alte lumi. Ele se infiltrează și în colonia Regatului Kulu, Ombey, iar un veteran al fiasco-ului de pe Lalonde, Ralph Hiltch, este adus pentru a ajuta la îndepărtarea amenințării. La sfârșitul Disfuncției realității, câțiva supraviețuitori ai încercării de a rezolva situația de pe Lalonde își dau seama de natura pericolului cu care se confruntă. Însă un alt pericol vine din partea doctorului Alkad Mzu, creatoarea temutului 'Alchimist' (o armă de distrugere în masă), care a evadat din Seninătate și pare a căuta să se răzbune pe Omuta, lumea care i-a distrus planeta de baștină, Garissa, în urmă cu treizeci de ani.

## Intriga
Șoimul de vid Oenone ajunge pe Jupiter și, în timp ce asistența medicală și consilierea psihologică încep vindecarea lui Syrinx, Consensului Jovian îi sunt transmise informațiile de la Laton și cele despre evenimentele de pe Atlantis. Conștientizând magnitudinea crizei, edeniștii își pun economia pe picior de război și dezvoltă un sistem de interogare a personalității care să protejeze toți edeniștii, șoimii de vid și habitatele în fața posedării. De asemenea, un sfert din flota de șoimi de vid este detașat pentru a întări marina Confederației, iar pe lumea Avon este convocată o sesiune de urgență.
În timpul sesiunii, Confederația este șocată când realizează amenințarea reprezentată de posedați. Marina Confederației oprește toate zborurile interstelare pentru a stăvili amenințarea și intră în stare de alertă. Rasa extraterestră Tyrathca încetează orice contact cu omenirea pe perioada crizei, iar ambasadorul kiint dezvăluie că, cu mii de ani în urmă, rasa sa a trecut prin 'criza posedării', secretul morții fiind descoperit în cele din urmă de toate rasele inteligente. Kiintii pretind că soluția lor la criză nu e aplicabilă omenirii, care trebuie să își găsească propria cale.
Alkad Mzu părăsește șoimul negru Udat, distrugându-l ulterior prin intermediul unui virus pentru a păstra secret traseul său și pentru a se răzbuna, deoarece Udat fusese unul dintre șoimii negri care avariaseră nava Beezling cu puțin timp înaintea Genocidului Garissan.
Pe planeta Norfolk, tentativa posedaților de a cuceri planeta e încununată de succes. Tatăl Louisei Kavanagh, Grant, este posedat și își predă domeniul forțelor loiale lui Quinn Dexter. Cu toate acestea, tentativa lui Dexter de a le poseda pe Louise și pe sora ei, Genevieve, este împiedicată de un alt posedat, care le ajută pe fete în drumul lor spre aerodrom. El își dezvăluie numele - Fletcher Christian - și jură să le protejeze de cei ce le vor răul. Cu părinții declarați dispăruți, Louise preia controlul averii familiei Kavanagh și își cumpără plecarea spre Pământ. Ajunși pe High York, un asteroid aflat în Haloul O'Neill care orbitează în jurul Pământului, adevărata natură a lui Christian este scoasă la iveală și cei trei sunt arestați.
Pe Ombey, Ralph Hiltch ajută poliția și armata locală să dea de urma posedaților de pe Lalonde. Prințesa Kirsten autorizează folosirea forței mortale și, printr-o mișcare care stabilește un precedent în Confederație, platformele defensive ale planetei sunt întoarse împotriva posedaților, distrugând un avion și câteva autobuze care îi transportă. Un autobuz reușește totuși să ajungă în Mortonridge, o peninsulă deluroasă, întreaga ei populație de aproape două milioane de locuitori fiind posedată. Platformele defensive și armata reușesc să izoleze peninsula, păstrând izolații captivi înăuntrul ei, iar conducătoarea posedaților, Annette Ekelund, acceptă încetarea ostilităților până la găsirea unei soluții permanente a situației de criză. Regatul Kulu nu vrea să stea cu mâinile în sân în timp ce cetățenii săi se află în pericol și începe să facă planuri. Hiltch vizitează Kulu și află că posedații au reșit să se infiltreze și în capitala Nova Kong, dar au fost respinși. Regele Alastair acceptă alianța cu edeniștii, care urmează să le furnizeze soldați bitek care să îi ajute să recapete controlul în Mortonridge. Este cunoscut faptul că posedații se tem de tau-zero și plănuiesc să folosească mii de dispozitive tau-zero pentru a forța posedații să elibereze trupurile. Deși campania se anunță a fi sângeroasă, Confederația are nevoie disperată de o victorie.
Joshua Calvert și echipajul navei Lady MacBeth se întorc în Seninătate cu vești de pe Lalonde. Kelly Tirrel devine peste noapte o celebritate datorită raportului ei legat de conflictul de pe Lalonde, iar copiii salvați de pe planetă sunt primiți în sânul habitatului. Ione îi cere lui Joshua Calvert să pornească în urmărirea lui Alkad Mzu și a lui Udat, oriunde s-ar fi dus. Ea crede că Alchimistul constituie o amenințare la fel de mare ca posedații. Joshua acceptă fără prea mare tragere de inimă și, înainte de plecare, află de la Părintele Horst Elwes despre felul în care acesta a reușit să 'exorcizeze' un spirit posesor de pe Lalonde.
Pe Noua California, câțiva posedați reușesc să ajungă în libertate. Unul dintre sufletele posesoare se dovedește a fi al lui Al Capone, faimosul gangster din Chicago-ul secolului XX. Acesta organizează posedații, cucerind planeta în câteva săptămâni și își dă seama că, pentru a se apăra de contraatac, e nevoie să mențină în funcțiune economia planetei și construcția de nave stelare. Deoarece posedații influențează aparatura electrică înconjurătoare, Capone cruță de la posedare mulți cetățeni, cu condiția ca ei să contribuie la extinderea 'Organizației' lui. Cântăreața și artista interstelară Jezebelle, aflată pe planetă în acel moment, devine iubita și consiliera lui Capone, ajutând la răspândirea Organizației pe alte planete. Navele Organizației încep să pună probleme serioase Marinei Confederației, iar primul amiral Samual Aleksandrovich află despre viitoarea țintă a lor, planeta Toi Hoi, și pune la punct un plan de interceptare și distrugere a lor.
Quinn Dexter părăsește Norfolk-ul și călătorește spre Pământ, pentru a se infiltra în arcologiile de acolo. Deoarece măsurile de securitate se dovedesc a fi prea bine puse la punct, își schimbă destinația către planeta Nyvan, unde preria controlul unuia dintre asteroizi. În timpul cuceririi, el descoperă că trupul său poate ajunge în 'tărâmul stafiilor', loc în care găsește multe suflete moarte. Acestea pretind că, în momentul morții, doar unele suflete ajung în lumea de dincolo, celelalte rămânând blocate într-o stare de prezență fantomatică. Deși nu poate folosi stafiile, Dexter își dă seama că noua sa abilitate îi poate permite să treacă de măsurile de securitate cate protejează Pământul.
În Valisk, posedații se organizează cu ajutorul lui Dariat și preiau controlul unei mari părți din habitat. Personalitatea care controlează Valisk-ul, Rubra, încearcă să ajungă la o înțelegere cu Dariat, dar acesta refuză să îl asculte. Kiera, conducătoarea posedaților de pe Valisk și posesoarea trupului lui Marie Skibbow, călătorește către Noua California unde pune bazele unei alianțe cu Organizația lui Capone, iar cunoștințele lui Dariat despre sistemele bitek îi permit să posede câteva zeci de șoimi negri. Nou-creații 'șoimi de iad' devin o resursă valoroasă, pe care Kiera o vinde Organizației. Cu timpul, din cauza tacticilor lor brutale și a apetenței pentru distrugere, Dariat începe să se opună posedaților, cedând insistențelor lui Rubra de a trece de partea lui. El îl ajută să evacueze o parte populația non-posedată rămasă, apoi i se alătură în straturile neurale și creează o explozie energetică fatală pentru posedați, dar și pentru Valisk, care dispare din universul material și ajunge într-un tărâm ciudat cu cețuri cenușii. Spre oroarea lui, Dariat își dă seama că a devenit stafie. 
Pe Jupiter, Syrinx își revine după rănile suferite. Ea vizitează Eden-ul, habitatul originar, în ale cărui straturi neurale trăiește fondatorul edenismului, Wing-Tsit Chong. Cu ajutorul călăuzirii sale, Syrinx trece peste trauma experiențelor prin care a trecut și, de asemenea, peste prejudecățile legate de adamiști. Syrinx i se alătură din nou lui Oenone, fiind trimisă sub comanda amiralului Meredith Saldana, desemnat să pună la punct operațiunea de interceptare Toi Hoi. Trupele lui Saldana călătoresc spre Seninătate, unde Ione Saldana acceptă în cele din urmă să le permită folosirea habitatului ca bază pentru viitorul atac.
Pe Trafalgar, asteroidul care orbitează în jurul lui Avon și unde se află centrul de comandă al Marinei Confederației, o prizonieră posedată cere o audiere pentru a confirma drepturile sale și pentru a opri personalul marinei să facă experimente pe ea. În timpul audierii, aproape că reușește să scape și posedă alți câțiva oameni, dintre care unul știe despre operațiunea Toi Hoi. Ea îl omoară, apoi se predăthe Confederation Navy HQ asteroid orbiting Avon, a possessed prisoner demands a hearing to confirm her human rights and stop the Navy personnel running tests on her. However, she nearly escapes during the hearing and manages to have several other people possessed, one of whom has knowledge of the Toi Hoi operation. She re-kills this individual, and then surrenders to the staff. Sufletul celui ucis se reîncarnează pe Trafalgar și îl avertizează pe Capone despre ambuscadă.
În Seninătate, kiintii devin curioși aflând despre religia Tyrathca, despre care nu știau până atunci. Ei culeg date relevante despre Zeul lor Adormit de la Kelly Tirrel, iar gestul lor stârnește interesul Seninătății. Ione e confuză - Tyrathca sunt o specie lipsită de imaginație și nu au nevoie de zei - dar consilierii ei sugerează că s-ar putea ca Zeul Adormit să fie o entitate reală care i-ar fi ajutat pe Tyrathca cu secole în urmă și ar putea-o face la fel pentru oameni, în fața amenințării posedaților.
Căutarea lui Joshua Calvert îl poartă pe acesta prin diferite lumi. Pe asteroidul Ayachuko din Dorados, el își descoperă un frate pe jumătate vitreg, Liol, rodul legăturii dintre tatăl său, Marcus, și o localnică. Asteroidul e atacat de posedați, dar Joshua reușește să scape, luându-l și pe Liol cu el. Căutarea lui Mzu îi poartă apoi pe Nyvan, unde se întâlnește cu agenții edeniști (conduși de Samual) și cu cei ai Regatului Kulu (conduși de Monica Foulkes), care și-au unit forțele în urmărirea lui Mzu. Posedații de pe Nyvan au aflat și ei despre arma lui Mzu și o urmăresc la rândul lor. Urmărirea culminează cu o luptă, din care Joshua și însoțitorii lui scapă cu ajutorul unui om cu capacități ciudate, numit Dick Keaton, reușind să o ia cu ei pe Mzu, dar fiind nevoiți să facă același lucru cu Monica și Samual. Dexter distruge unul dintre asteroizii orbital folosind bombe nucleare, dând naștere unei ploi de fragmente de asteroid care distrug biosfera planetei, apoi pleacă spre Pământ. Lăsându-și camarazii de izbeliște, el se transformă în stafie și reușește să treacă de filtrele de securitate, coborând pe suprafața planetei.
Flota Organizației, acum avertizată despre flota de asalt Toi Hoi care se grupează în Seninătate, asediază habitatul, folosindu-se și de șoimii de iad mercenari. Ei cer predarea necondiționată a Seninătății și, în urma ezitărilor lui Ione, lansează peste 5.000 de arme cu antimaterie asupra habitatului. Când Lady Macbeth ajunge în Mirchusko, găsește în locul Seninătății o imensă zonă goală, radioactivă. Însă spațiul conține prea puțină materie dezintegrată ca să se poată concluziona că stația a fost distrusă, soarta ei rămânând necunoscută.
Acțiunea se încheie în Zeul adormit.

## Diverse
În rândul posedaților din roman apar două personaje istorice reale: Fletcher Christian, cel care a condus Revolta de pe Bounty, și gangsterul american al anilor '30 Al Capone. O mențiune comică este cea legată de doi oameni care îl impersonează pe Elvis Presley.
Două intrigi secundare destul de lungi au fost eliminate din roman. Acțiunea unuia se petrecea pe Srinagar, planeta de origine hindusă aflată în același sistem cu Valisk, care era cucerită de o armată de posedați. Cealaltă acțiune ar fi implicat prăbușirea navei Louisei și Genevievei pe Marte. Ambele intrigi au fost eliminate din considerente legate de spațiu.  Arhivat în 4 octombrie 2007, la Wayback Machine.

## Opinii critice
„Alchimistul neutronic subliniază că, în ciuda supremației ei indiscutabile, tehnologia nu deține toate răspunsurile”, apreciază SF Site și adaugă: „Oamenii din viitorul lui Hamilton seamănă atât de mult cu oamenii din prezentul nostru.” Kirkus Review cataloghează romanul ca „o space opera de calitate, cu o narațiune fascinantă și un final cu suspans de excepție”, iar The Times îl plasează în categoria „science fiction de clasă”.
Asimov's Science Fiction crede că romanul reprezintă „o realizare excelentă, care atinge echilibrul perfect între conceptele complexe ale SF-ului hard și intrigile captivante, presărate cu momente de horror și tușe sumbre”, iar Science Fiction Wave adaugă că „unicul motiv de dezamăgire este faptul că va trebui să aștept următorul volum”.